# Justicia unyorensis
Justicia unyorensis är en akantusväxtart som beskrevs av Spencer Le Marchant Moore. Justicia unyorensis ingår i släktet Justicia och familjen akantusväxter. Inga underarter finns listade i Catalogue of Life.